# La Rivera (gemeente)
La Rivera is een gemeente (municipio) in de Boliviaanse provincie Puerto de Mejillones in het departement Oruro. De gemeente telt naar schatting 565 inwoners (2018). De hoofdplaats is La Rivera.
De gemeente bestaat uit 1 kanton.